# مصرف الأمة

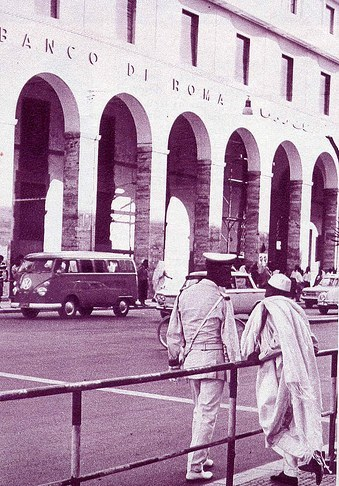
صورة لمقر مصرف بانكو دي روما في جادة عمر المختار في مدينة طرابلس في الستينيات

مصرف الأمة (بانكو دي روما سابقا "Banco di Roma") تأسس في 14 أبريل 1907 نتيجة اتفاق بين حكومة إيطاليا والسلطان العثماني في أواخر الحكم التركي لليبيا قبل الغزو الإيطالي.
في 13 نوفمبر 1969 وبقانون صدر من مجلس قيادة الثورة بتغيير أسماء المصارف التجارية العاملة في البلاد إلى أسماء عربية وفقا للقانون فصار اسمه «مصرف الأمة» عوضا عن «بانكو دي روما».
في 22 ديسمبر 1970 أصدر مجلس قيادة الثورة قانونا آخر بشأن التأميم والذي نص على تأميم جميع حصص المصارف الأجنبية العاملة في البلاد، لتصبح مملوكة بالكامل لليبيا.

## دمج
في 2008 قرر مصرف ليبيا المركزي دمج مصرفي الجمهورية والأمة في مصرف واحد تحت اسم «مصرف الجمهورية». وصارت ميزانية المصرف الجديد بعد الدمج 8 مليارات دينار ليبي، ليصبح ثاني أكبر المصارف الليبية بعد المصرف الليبي الخارجي، وبعدد موظفين بلغ أثناء الدمج ما يزيد عن 5,800 موظفة وموظف إضافة إلى 146 فرعا له.
كما أنه استنادا لحجم الأصول حل المصرف الجديد بين قائمة المصارف العشرة الكبرى في شمال أفريقيا.